# 富山縣護國神社
富山縣護國神社（とやまけんごこくじんじゃ）は、富山県富山市にある神社（護国神社）である。富山県出身の明治維新から大東亜戦争（太平洋戦争）までの戦没者を祭神とする。祭神は28,679柱である。

## 歴史
明治45年（大正元年・1912年）3月に富山縣招魂社として設立が認められ、富山県知事が建設委員長となって同年1月より富山県の公園（3,500坪、富士山跡を包有している）にて工事着手、同年9月25日に富山市に設立許可が出され、翌大正2年（1913年）8月に竣工、同年9月18日鎮座式、10月4日17時より神殿清祓及び上棟式、鎮座が、翌10月5日に大祭が行われた。昭和14年（1939年）4月1日、全国の招魂社が護國神社へ改称されるのに合わせて、富山縣護國神社に改称した。
昭和20年（1945年）の富山大空襲によって、手水舎などごく一部の建物を除いて社殿を焼失した。御霊代、御霊霊簿は磯部富士に造られた防空壕に遷され難を逃れ、同年8月4日に氷見の上田神社に遷座し、同年9月26日の仮社殿竣工、昭和21年（1946年）10月26日の複座を経て、昭和22年（1947年）4月13日、社号を『富山県鎮霊神社』と改称し、同年10月21日には仮殿が竣工した。昭和26年（1951年）10月24日（一部資料では昭和21年〔1946年〕10月25日）には社号を『富山縣護国神社』に復称した。社殿は昭和28年（1953年）1月10日に着工し、昭和29年（1954年）10月20日に再建された（同年10月23日に復興したとの記載もある）。
昭和41年（1966年）7月1日には神社本庁別表神社に加列している。昭和43年（1968年）には、明治百年記念庭園（雛形花壇）が境内に完成し、同年10月24日に竣工式が挙行された。昭和52年（1977年）9月22日には富山縣護國神社崇敬会が発足し、昭和56年（1981年）10月12日には、新社務所等が記念事業として完成した。
現在の大拝殿は平成3年（1991年）10月19日に竣工したものである。また、平成7年（1995年）12月9日には、終戦五十周年記念『遠芳館』が竣工している。

## 祭事・行事
- 節分祭（2月第一日曜日）
- 春季例祭（4月25日）
- 紀元祭（2月11日）
- 富山市手向祭（7月31日）
- 万灯みたままつり（8月1日）
- 富山県鎮霊神社例祭（8月1日）
- 秋季例祭（10月5日）
- 天長祭（12月23日）
- 青空のみの市（毎月第一日曜日、但し1月、8月、10月は変更の場合あり）

## 境内

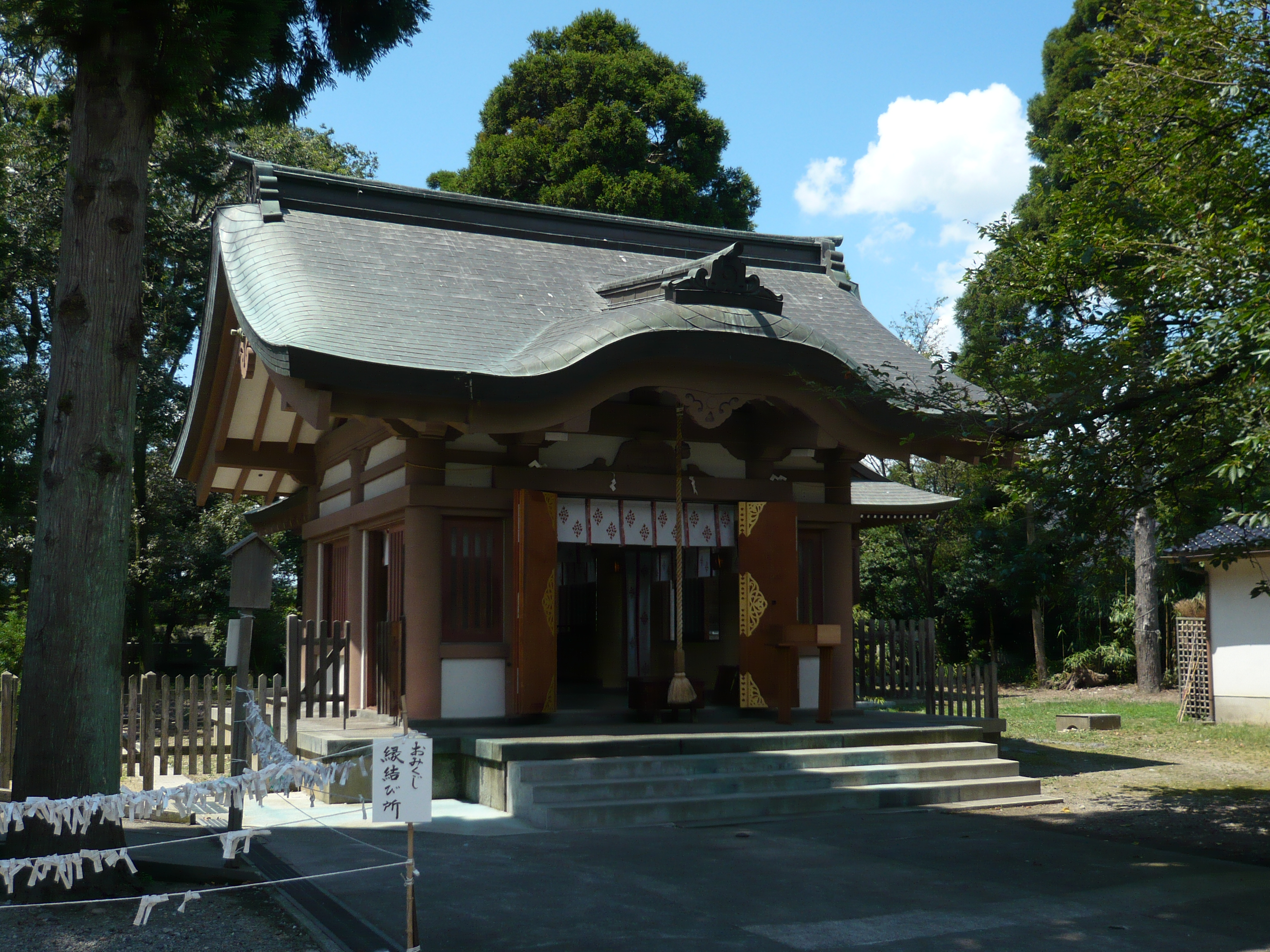
伊佐雄志神社
富山大空襲による戰災殉難者、治安の維持と公共の災害防護その他安定のため殉職せられた自衛官、警察官、消防團員、消防署員、郵便局員及び地方功労者を祭神とする。戦災により焼失した社殿を、1975（昭和50）年に富山縣護國神社終戦30周年記念事業として造営。8月1日に竣工した。平成22年9月に現在の伊佐雄志神社に改称。
遺芳館
戰歿英靈の遺書等を展示している。
富山市相撲場
磯部富士（解体済）
元禄年間、富山藩主前田正甫が造成した富士山（を模した築山）が、護国神社設置後、神社境内に組み入れられて存続した。富士山は磯部町、鹿島町、鉄砲町、七軒町に及ぶ大型のもので、都市計画上にも支障を来すことから1957年3月13日に除去されている。

## 交通アクセス
- 富山駅 南口より
  - まいどはやバス 中央ルート に乗り、「護国神社前」下車徒歩約1分
  - 富山地方鉄道 市内電車 富山大学前 行きに乗り、「安野屋」下車徒歩約5分
  - 富山地方鉄道（地鉄バス）10系統台のバスに乗り、「安野屋町」下車徒歩約5分
- レンタサイクル シクロシティ「アヴィレ」13番「旅籠町」ステーションより徒歩約6分